# Ljusnetjärnen (Norra Ny socken, Värmland)
Ljusnetjärnen är en sjö i Torsby kommun i Värmland och ingår i Göta älvs huvudavrinningsområde. Sjön är 2,7 meter djup, har en yta på 0,011 kvadratkilometer och befinner sig 248 meter över havet.